# Jurij Šubic

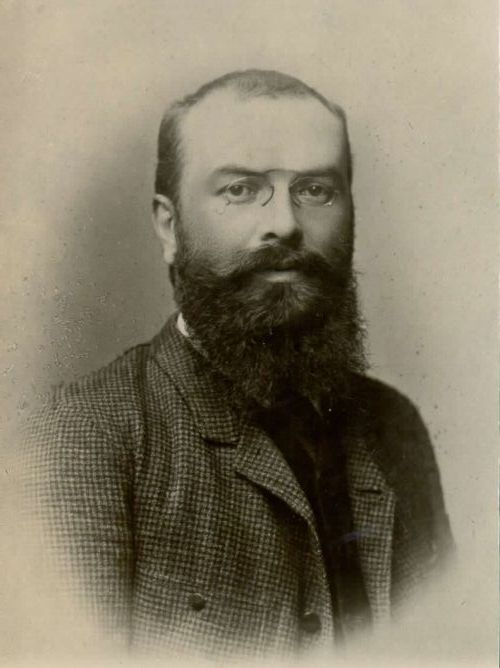
Jurij Šubic.

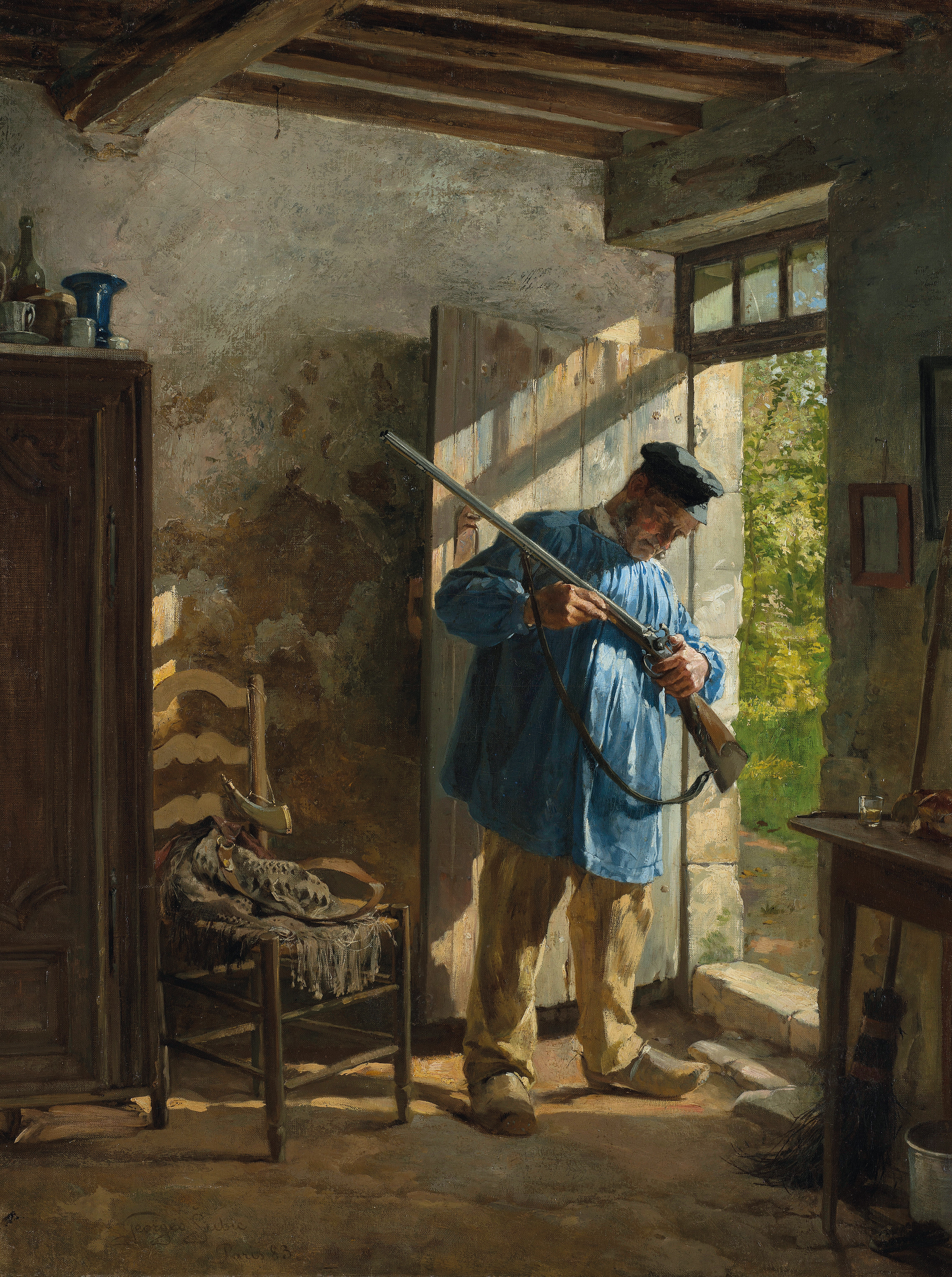
Jurij Šubic: Pred lovom (Före jakten), daterad Paris 1883.

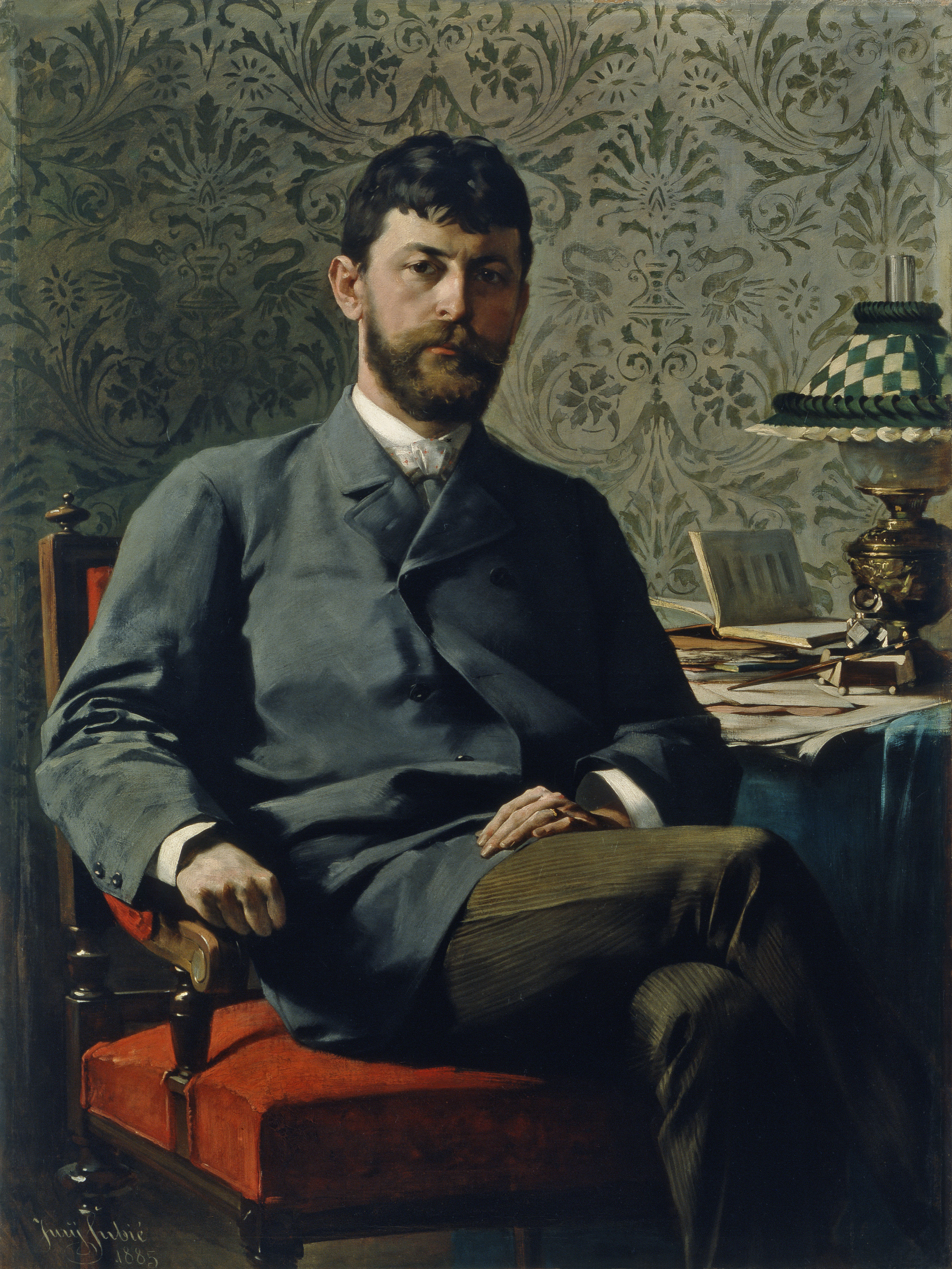
Jurij Šubic målning av Ivan Tavčar, författare och Ljubljanas borgmästare (1885).

Jurij Šubic, född 13 april 1855, död 8 september 1890, var en slovensk konstnär. Som förste sloven ställde Jurij Šubic ut i Paris på den prestigefyllda utställningen Salon, Académie des Beaux-Artsts officiella utställning.

## Biografi
Jurij Šubic föddes i Poljane nad Škofjo Loko, Slovenien. Han var son till konstnären Štefan Šubic och yngre bror till konstnären Janez Šubic (1850-1889). Han gick i lära hos fadern. I september 1872 övergick han till lära hos Janez Wolf (1825-1884) i Ljubljana. Åren 1873-1875 studerade han i Wien som elev till Joseph von Führich, J Trenkwald och Christian Griepenkerl. Jurij Šubic försörjde sig genom att kopiera målningar på museer och gallerier samt genom porträttmåleri. Åren 1875-1878 gjorde han militärtjänst, först i Trieste sedan i Wien och slutligen i Bosnien. År 1879 blev han lärare hos greve Mensdorff i Nečtiny i den tjeckiska regionen Plzeň och sedan i Mähren. I november 1879 och 1880 uppehöll han sig i Aten. Som en av de första slovenska konstnärerna reste Jurij Šubic 1880 till Paris där han i huvudsak vistades fram till 1890. Under denna period besökte han regelbundet Poljane nad Škofjo Loko och 1882 åkte han för första gången till Normandie. År 1890 fick han influensa och avled samma år i Leipzig, Tyskland.

## Verk
Slovenska konstnärer som räknas till realismen delas oftast in i två generationer, den första med bröderna Šubic och Anton Ažbe. De var lärlingar till Wolf som var inspirerad av nasarenerna. Den andra generationen utbildade sig i München. Den första generationen ändrade måleriets inriktning ifråga om stil och tema, från kyrkliga beställningar och barocka kompositioner till fokus på mediets möjligheter och begränsningar. Konstnärerna var inte längre beroende av beställarens smak utan påverkades av den samtida europeiska konsten. Wolfs elever såg ett högre syfte med sin konst utöver att tillfredsställa beställarnas smak. Bröderna Šubic hade olika konstnärliga personligheter och deras verk var oberoende av varandra. 
Under sin vistelse i Grekland utsmyckade Jurij Šubic väggarna och taken i den kände tyske arkeologen Heinrich Schliemanns numismatikmuseum i hans palats i Aten. De flesta av verken är kopior av muralmålningarna i Pompeji, Italien.
På inbjudan av den tjeckiske konstnären Vojtěch Hynais (1854-1925) åkte Šubic till Paris och började måla utomhus, samt med klara färger. År 1882 bodde han i Normandie, Frankrike. Där influerades han av franska konstnärer och målade utomhuslandskap, fragment och genremålningar som Vrtnar (Trädgårdsmästaren) och Pred lovom (Före jakten) som även var den första slovenska målningen som blivit accepterad att ställas ut på Salon, år 1883. Målningen Pred lovom är en av de största framgångarna i den slovenska målerikonstens historia. 
Šubic målade ett antal realistiska porträtt av samtida personer. I dem ser man personens karaktär, dennes känslomässiga tillstånd och han skapade ofta en melankolisk atmosfär. En av de representativa målningarna är porträttet av Ivan Tavčar, författare och Ljubljanas borgmästare.